# Leer (Indonesië)
Leer is een bestuurslaag in het regentschap Alor van de provincie Oost-Nusa Tenggara, Indonesië. Leer telt 1218 inwoners (volkstelling 2010).